# 湯浅
湯浅（ゆあさ）は和歌山県有田郡湯浅町の市街地の名称。国の重要伝統的建造物群保存地区として選定されている。

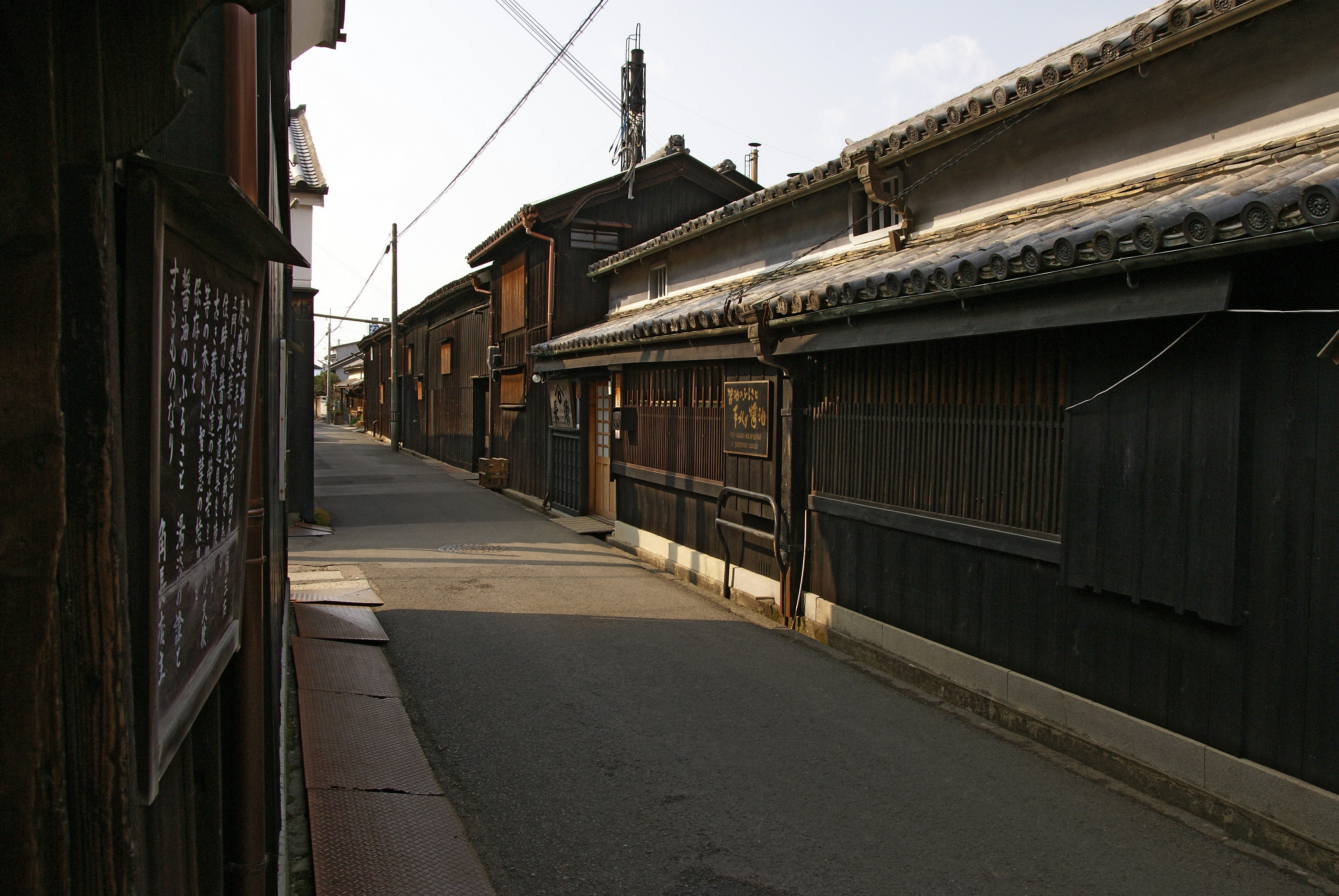
醤油蔵が並ぶ北町通り（角長前）

## 概要
湯浅は中世にさかのぼる醤油醸造発祥の地といわれ、近世以来、有田地方の政治経済の中心地として栄えてきた。醤油と金山寺味噌の醸造のほか、漁業も盛んであり、熊野参詣道の伝馬所でもあるなど、さまざまな産業が発達した。山田川の河口近く、川の南岸を東西に通る北町通り、南北に走る浜町通り、中町通り、鍛冶町通り沿いには伝統的建造物群が残り、「湯浅町湯浅伝統的建造物群保存地区」の名称、種別「醸造町」で、国の重要伝統的建造物群保存地区として選定されている。
この東西約400m、南北約280mの保存地区には醤油・味噌醸造業関係の町家や蔵など現役の古建築が多く残る。醤油味噌の醸造が昔ながらの手作りの製法で続けられているため近代的な工場は湯浅に存在せず、また商業的に観光地化されていないため、町全体が前時代の雰囲気を色濃く残している。
中世の湯浅の旧市街地（湯浅城城下町）は内陸にあり、選定された海辺の当市街地は安土桃山時代に開発されたと云われる。熊野古道が近世以前の市街地を通る唯一の区域である。

## 域内の建築物・施設
保存地区内
- 湯浅醤油角長の職人蔵 - 江戸時代末期、慶応2年（1866年）築造の醤油仕込蔵
- 湯浅醤油資料館
- 麹資料館
- 大仙堀 - 醤油を船積みした掘割
- 熊野古道せいろミュージアム - 古道に面する町屋の櫺子格子にせいろを取り付けて古民具や詩歌を展示

近隣
- 深専寺 - 奈良時代に行基の創建とされる。本堂は1663年建立。県指定有形文化財。山門前に「大地震津なみ心え之記碑」（1856年制作。県指定史跡）がある。
- 満願寺

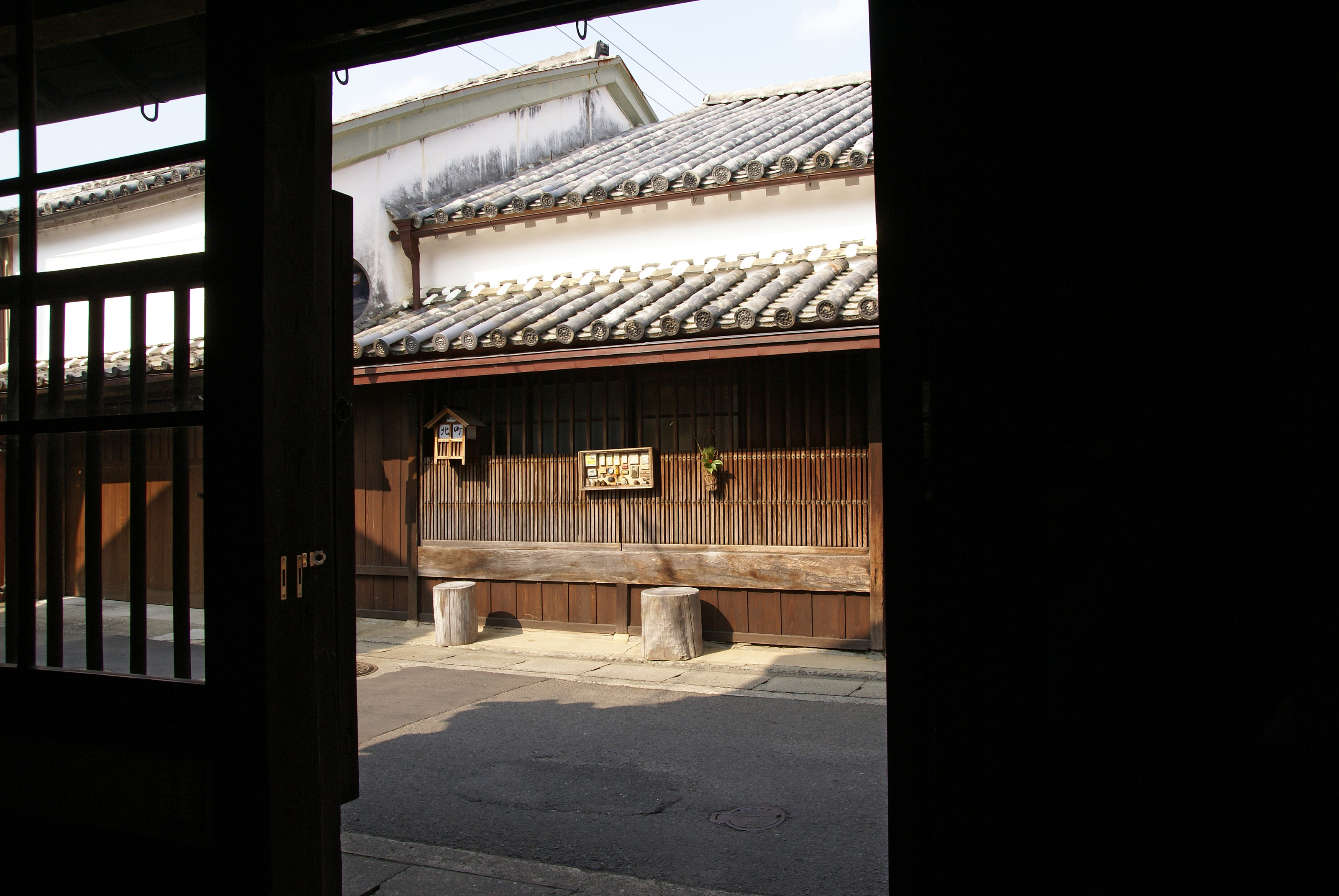
北町通り
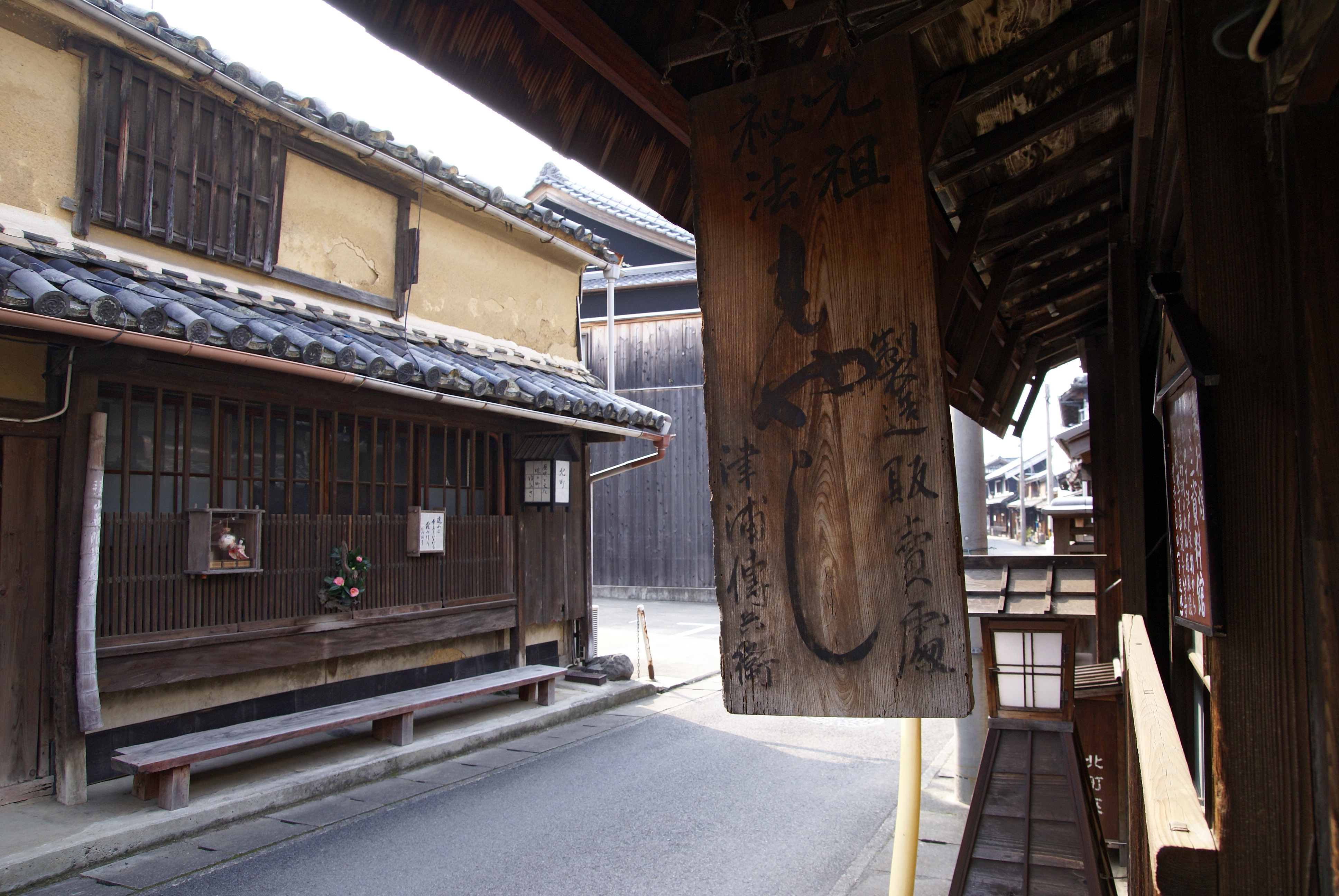
麹資料館（北町通り）
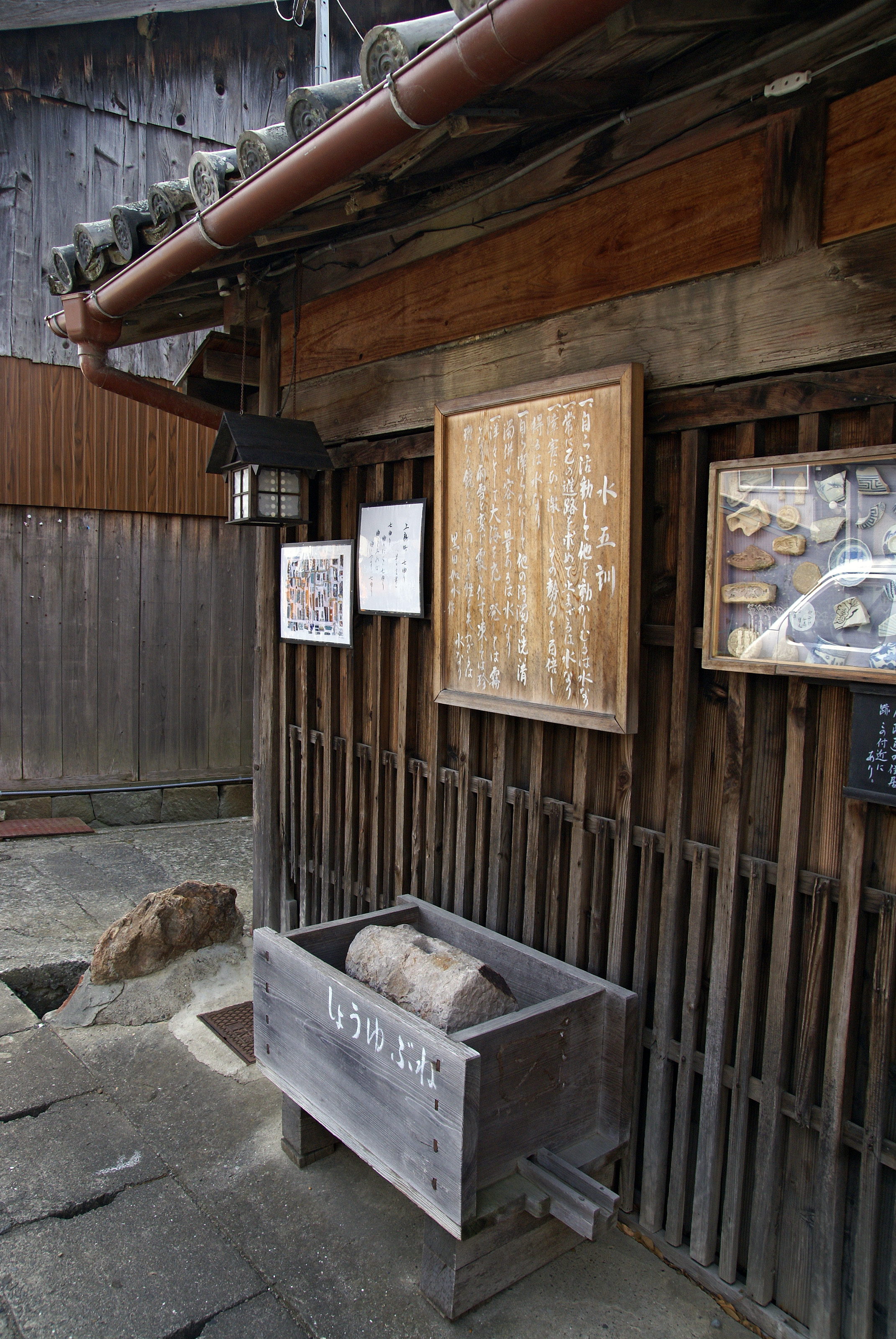
しょうゆ船（鍛治町通り）
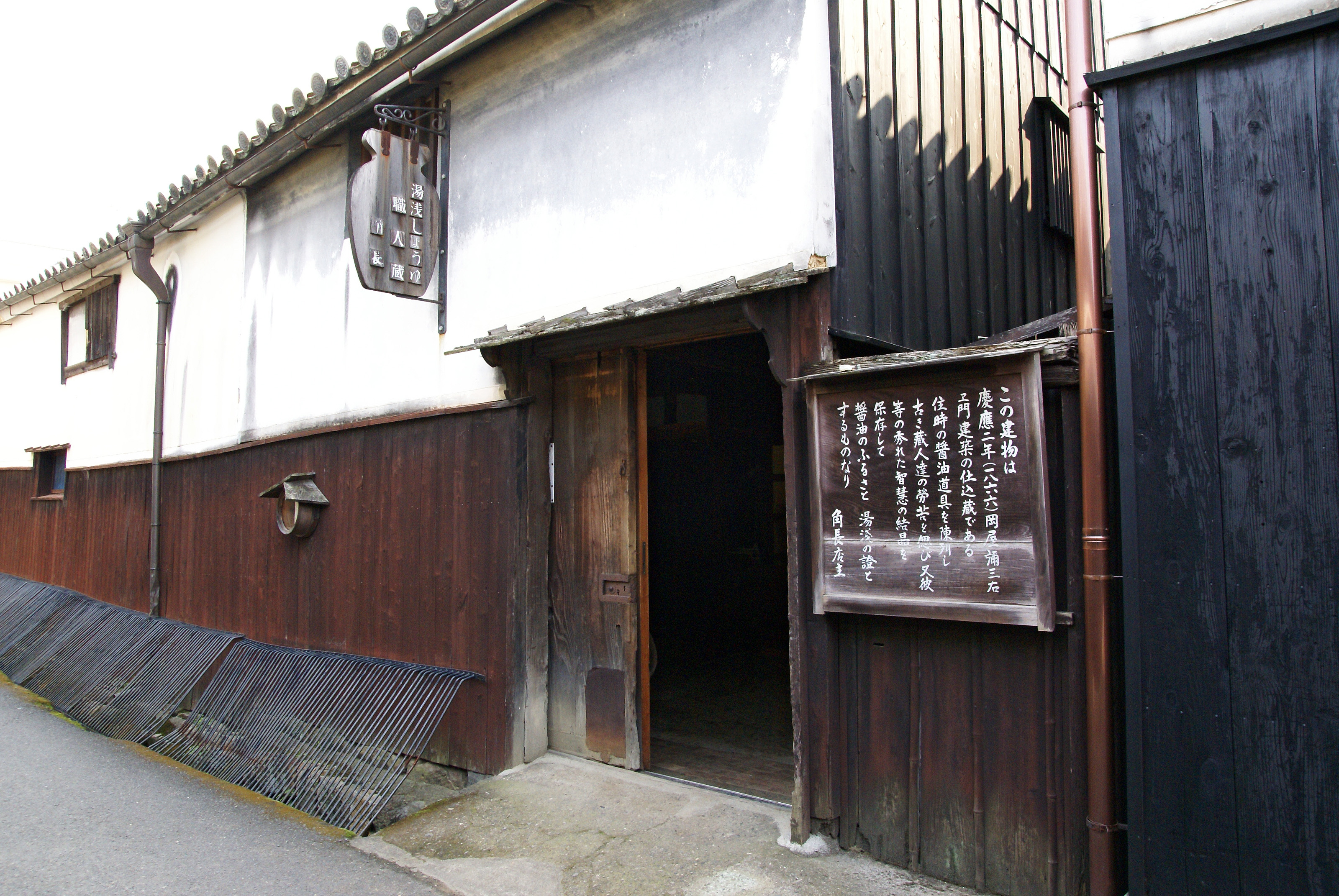
湯浅醤油角長の職人蔵

## 重要伝統的建造物群保存地区データ
- 地区名称 - 湯浅町湯浅伝統的建造物群保存地区
- 種別 - 醸造町
- 選定年月日 - 2006年12月19日
- 選定基準 - 伝統的建造物群及び地割がよく旧態を保持しているもの
- 面積 - 6.3ha
- 所在地 - 和歌山県有田郡湯浅町大字湯浅字北町、北浜町、北中町、北鍛冶町

## 交通
- JRきのくに線 湯浅駅 徒歩10分